# 댄디족
댄디족(Dandy族)은 자신이 스스로 벌어서 센스 있는 소비생활을 즐기는 젊은 남자들을 지칭하는 용어이다. 이들은 자신을 가꾸고 분위기를 찾는 데 인색하지 않고 나름대로 삶의 질을 따진다.